# Partito Social-Liberale (Slovenia)
Il Partito Socialiberale (in sloveno Socialna Liberalna Stranka) è un partito politico sloveno. Inizialmente noto con la denominazione di Partito Liberale (Liberalna Stranka), ha assunto l'odierna denominazione nel 1999.
Spesso è abbreviato in Liberali Sloveni (Slovenski liberalci).

## Storia
Fu fondato nel 1989 come Partito Artigianale Sloveno (Slovenska obrtniška stranka) e partecipò alle elezioni del 1990, ottenendo il 3,5% e 3 seggi. Entrò a far parte del governo Peterle. Alle elezioni successive ottenne il 2% e nessun seggio. Da allora non è più entrato all'Assemblea nazionale. Nel 1999 ha cambiato nome in quello attuale.

## Risultati elettorali
| Elezione          | Voti   | %    | Seggi  |
| ----------------- | ------ | ---- | ------ |
| Parlamentari 1990 | 38.269 | 3,5  | 3 / 80 |
| Parlamentari 1992 | 18.069 | 1,52 | 0 / 90 |
| Parlamentari 1996 | 7.972  | 0,75 | 0 / 90 |
| Parlamentari 2004 | 713    | 0,07 | 0 / 90 |